# Jordan Pothain
« Pothain » redirige ici. Pour l’article homophone, voir Potin.
Jordan Pothain, né le 14 octobre 1994 à Échirolles (France), est un nageur français.

## Biographie
Jordan Pothain est né le 14 octobre 1994 à Échirolles. Il intègre l'équipe de France de natation en mai 2015. Il participe ensuite aux Championnats du monde de Kazan en tant que membre du relais 4 × 200 mètres nage libre.
Lors des Championnats de France 2016 qui servent de qualification pour les Jeux olympiques de Rio de Janeiro, Pothain termine tout d'abord deuxième du 200 mètres nage libre derrière Jérémy Stravius mais devant Yannick Agnel, champion olympique en titre de la distance. Cependant, des images de la fin de course semblent montrer qu'Agnel termine devant Pothain qui déclare en conférence de presse : « Je n'ai aucun mal à avouer, en ayant regardé la vidéo, que Yannick est sûrement devant ». Le résultat initial est validé, la vidéo ne pouvant être prise en compte selon le règlement par le jury d'appel.
Pothain remporte ensuite l'or du 400 mètres nage libre, sa première victoire au niveau national. Il ne réussit cependant pas les temps nécessaires à une qualification directe pour ces Jeux. Il est repêché la semaine suivante pour disputer le 400 mètres nage libre. Le directeur technique national (DTN) Jacques Favre annonce que Pothain décide de ne pas participer au 200 mètres nage libre, ce qui permet d'attribuer la place à Yannick Agnel. La préparation de Pothain pour ces Jeux olympiques est perturbée par une mononucléose.
Le 6 août 2016, lors des séries des Jeux olympiques de Rio de Janeiro du 400 mètres nage libre, il parvient à se qualifier pour la finale en 3 min 45 s 43, battant ainsi son record personnel sur la distance de plus de 2 secondes. Huitième de la finale, son temps est moins bon : 3 min 49 s 07.
Lors des championnats d'Europe 2018 à Glasgow, une forme d'arythmie est détectée, révélant la maladie de Bouveret. Début septembre, il est opéré du cœur par endoscopie, mais celle-ci s'avère insuffisante et nécessite une nouvelle opération en fin d'année. Il quitte le Nautic Club Alp'38 pour l'Olympic Nice Natation de Fabrice Pellerin en septembre 2018.
En parallèle de sa carrière de nageur, Pothain mène des études de STAPS à l'Université Grenoble-Alpes en vue de devenir masseur-kinésithérapeute.
Lors des Jeux olympiques de Tokyo, il est éliminé lors des séries du 200 mètres nage libre et du relais 4 x200 m nage libre. Après cette compétition, il quitte le club niçois, retourne à Grenoble et envisage de continuer sa carrière sans entraîneur.

## Palmarès

### Jeux olympiques
| Discipline / Année  | Rio 2016                     | Tokyo 2020                   |
| ------------------- | ---------------------------- | ---------------------------- |
| 200 m nage libre    | -                            | 20e des séries 1 min 46 s 75 |
| 400 m nage libre    | 8e 3 min 49 s 07             | -                            |
| 4 x200 m nage libre | 13e des séries 7 min 13 s 71 | 11e des séries 7 min 8 s 88  |

### Championnats de France
| Édition            | Épreuve              | Épreuve              | Épreuve | Épreuve | Épreuve |
| Édition            | 200 m nage libre     | 400 m nage libre     |         |         |         |
| Limoges 2015       | —                    | Argent 3 min 52 s 30 |         |         |         |
| Montpellier 2016   | Argent 1 min 46 s 81 | Or 3 min 47 s 77     |         |         |         |
| Schiltigheim 2017  | Argent 1 min 48 s 66 | Or 3 min 50 s 06     |         |         |         |
| Saint-Raphaël 2018 | Argent 1 min 48 s 76 | —                    |         |         |         |
| Rennes 2019        | Or 1 min 47 s 33     | —                    |         |         |         |
| Saint-Raphaël 2020 | Or 1 min 47 s 89     | —                    |         |         |         |
| Chartres 2021      | Or 1 min 46 s 93     | —                    |         |         |         |

| Édition          | Épreuve              | Épreuve              | Épreuve        | Épreuve        | Épreuve |
| Édition          | 200 m nage libre     | 400 m nage libre     | 50 m dos       | 100 m dos      |         |
| Montpellier 2014 | Argent 1 min 45 s 83 | Bronze 3 min 44 s 25 | —              | —              |         |
| Angers 2015      | Bronze 1 min 44 s 01 | Argent 3 min 39 s 86 | —              | —              |         |
| Angers 2016      | Or 1 min 44 s 36     | Or 3 min 40 s 72     | —              | —              |         |
| Montpellier 2017 | Argent 1 min 44 s 10 | Or 3 min 40 s 38     | Bronze 24 s 44 | Argent 52 s 75 |         |

## Records

### Records personnels
Ces tableaux détaillent les records personnels de Jordan Pothain au 9 août 2016.
| Épreuve          | Temps         | Compétition     | Lieu                   | Date        |
| 200 m nage libre | 1 min 46 s 56 | Jeux olympiques | Rio de Janeiro, Brésil | 9 août 2016 |
| 400 m nage libre | 3 min 45 s 43 | Jeux olympiques | Rio de Janeiro, Brésil | 6 août 2016 |

| Épreuve          | Temps         | Compétition            | Lieu           | Date             |
| 200 m nage libre | 1 min 44 s 01 | Championnats de France | Angers, France | 20 novembre 2015 |
| 400 m nage libre | 3 min 39 s 86 | Championnats de France | Angers, France | 19 novembre 2015 |